# Kanton Moissac-1
Kanton Moissac-1 is een voormalig kanton van het Franse departement Tarn-et-Garonne. Kanton Moissac-1 maakte deel uit van het arrondissement Castelsarrasin. Het werd opgeheven bij decreet van 27 februari 2014 met uitwerking op 22 maart 2015.

## Gemeenten
Het kanton Moissac-1 omvatte de volgende gemeenten:
- Boudou
- Malause
- Moissac (deels, hoofdplaats)
- Saint-Paul-d'Espis
- Saint-Vincent-Lespinasse